# Elizabeth Schuyler Hamilton
Elizabeth Schuyler Hamilton (9 de agosto de 1757 – 9 de novembro de 1854), às vezes chamada de "Eliza" ou "Betsey", foi co-fundadora e vice-diretora do primeiro orfanato privado em Nova Iorque. Ela era a esposa do pai fundador americano, Alexander Hamilton.

### Infância e Família
Elizabeth Schuyler nasceu em 9 de agosto de 1757, em Albânia, Nova Iorque. Schuyler era a segunda filha do militar Philip Schuyler, este que, mais tarde, lutaria na Guerra de Independência dos Estados Unidos. Pertencente a uma família aristocrata do sistema colonial, Elizabeth obteve uma educação e formação típica de mulheres à sua época.
Aos 22 anos, Elizabeth conheceu seu esposo, Alexander Hamilton. Elizabeth o amou instantaneamente, e sempre lhe foi fiel, mesmo quando escândalos a respeito de Hamilton começaram a surgir. Alexander Hamilton, apesar de ser imigrante e filho ilegítimo, logo foi aceito à família Schuyler, principalmente pelo patriarca, Philip, pois os dois possuíam visões similares sobre a política, apoiando um governo centralizado e a liderança de George Washington, uma vez que ambos os homens haviam servido como parte da guarda militar de Washington. 

### Relacionamentos

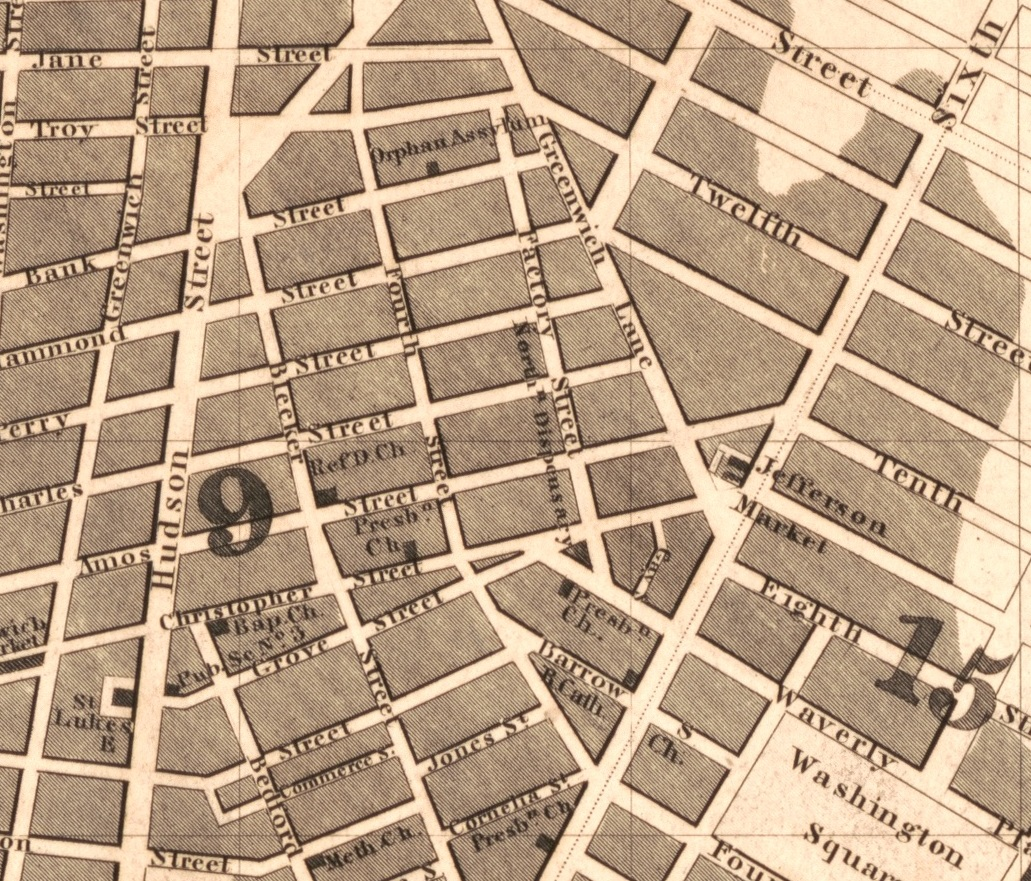
Bairro Greenwitch Village, em Nova Iorque, década de 1830. No mapa, está localizado o Orphan Asylum.

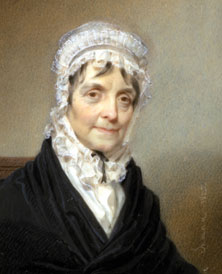
Elizabeth Hamilton em 1825,com 68 anos.

É possível que Hamilton tenha se juntado a família como forma de ascender politicamente e socialmente, visto que os Schuyler eram uma das famílias mais influentes de Nova Iorque. Assim Elizabeth e Alexander se casaram em 14 de dezembro de 1780, o casal teve oito filhos. Devido ao fato de estar frequentemente grávida, Elizabeth não era vista frequentemente em eventos sociais, assim, Hamilton era acompanhado por Angélica Schuyler, irmã de Elizabeth, a quem os dois eram muito próximos, porém, Alexander parecia gostar de Angélica em um sentido mais carnal, mas ainda é incerto se os dois tiveram um caso. No entanto, se sabe que Alexander de fato teve um caso com Maria Reynolds, durante 1791 e 1792. Ao confessar o caso publicamente, Hamilton teve um baque político mas Elizabeth continuou a ser fiel ao seu lado.  
Hamilton morreu em 1804, após um duelo com Aaron Burr. Desse modo, Elizabeth precisou mudar drasticamente a sua vida, assumindo os débitos do marido e ainda criar os filhos, passando sua viuvez em relativa pobreza. No entanto, Elizabeth ainda tinha tempo para promover seus projetos sociais, era ativa em organizações para a caridade, como orfanatos. Elizabeth morreu em 9 de novembro, 1854, foi enterrada ao lado de Hamilton.

## Orfanato Graham Windham
Elizabeth ajudou a criar o primeiro orfanato privado em Nova Iorque. The Orphan Asylum Society of the City of New York foi fundado em 1806 por Isabella Graham, Joanna Bethune, Sarah Hoffman e Elizabeth Schuyler Hamilton. Em 1977 a sociedade se fundiu com a Society for the Relief of Half-Orphan and Destitute Children para formarem o Graham Windham.